# 스타더스트 (소설)
스타더스트(Stardust)는 닐 게이먼의 1999년 소설이다.
2007년에는 이 소설을 기반으로 한 영화가 개봉되어 대체적으로 긍정적인 평가를 받았다.
이야기는 1839년 4월 말에 존 윌리엄 드레이퍼가 달 사진을 찍고 찰스 디킨스가 《올리버 트위스트》를 연재하면서 시작한다. 책의 대부분은 1856년 10월 즈음, 즉 17년 뒤에 일어난다.